# Polk megye (Florida)
Polk megye az Amerikai Egyesült Államokban, azon belül Florida államban található. Megyeszékhelye Bartow, legnagyobb városa Lakeland. Lakosainak száma 725 046 fő (2020. április 1.). Polk megye Hardee, Highlands, Okeechobee, Osceola, Orange, Lake, Sumter, Pasco, Hillsborough és Manatee megyékkel határos.

## Népesség
A megye népességének változása:
| Lakosok száma | 603 452 | 610 250 | 616 083 | 623 009 | 650 092 | 725 046 |
|               | 2010    | 2011    | 2012    | 2013    | 2015    | 2020    |